# 克劳特维莱尔
克劳特维莱尔（法語：Krautwiller，发音：[kʁautvilɛʁ]；德语：Krautweiler，意为卷心菜村）是法国下莱茵省的一个市镇，位于该省中部偏北，属于阿格诺-维桑堡区（Haguenau-Wissembourg）和布吕马特县（Brumath）。该市镇总面积1.48平方公里，2009年时的人口为189人。

## 人口
克劳特维莱尔人口变化图示